# István Dobó

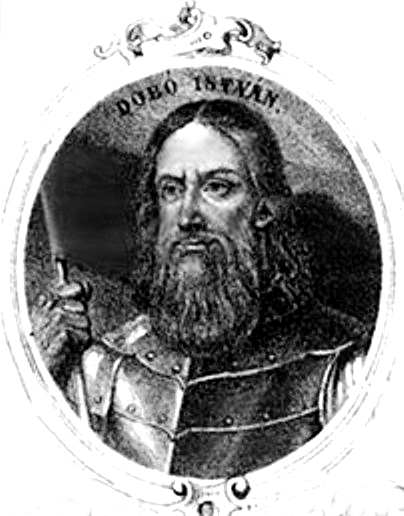
István Dobó

István Dobó – węgierski wojskowy, dowódca obrony Egeru podczas oblężenia tureckich wojsk Ali Paszy w 1552 roku, bohater narodowy Węgier.